# 埃爾庫艾
埃爾庫艾（西班牙語：El Cuay），是巴拿馬的城鎮，位於該國中西部，由貝拉瓜斯省的聖達菲區負責管轄，面積85.6平方公里，2010年人口1,486，人口密度每平方公里17.4人。